# Archibasis incisura
Archibasis incisura är en trollsländeart som beskrevs av Maurits Anne Lieftinck 1949. Archibasis incisura ingår i släktet Archibasis och familjen dammflicksländor. Inga underarter finns listade i Catalogue of Life.